# Đông Môn Tương Trọng
Đông Môn Tương Trọng (chữ Hán: 東門襄仲), còn gọi là Trọng Toại (仲遂), Công tử Toại (公子遂) hay Đông Môn Toại (東門遂), tên thật là Cơ Toại (姬遂) là đại phu nước Lỗ thời Xuân Thu trong lịch sử Trung Quốc.
Tương Trọng là con trai nhỏ của Lỗ Trang công, vua thứ 16 của nước Lỗ và em Lỗ Hi công, vua thứ 19 của nước Lỗ. Sau khi Lỗ Hi công lên ngôi, cùng với việc sách phong Tam Hoàn, cũng cho ông làm đại phu ăn lộc ở đất Đông Môn và được hưởng thế tập.

## Đi sứ các nước
Năm 634 TCN, Lỗ và Tề phát sinh chiến tranh. Tề Hiếu công mang quân đi đánh biên giới phía bắc nước Lỗ, vua anh Lỗ Hi công sai Tương Trọng cùng Tang Văn Trọng đi sứ nước Sở cầu viện. Sở Thành vương điều quân cứu Lỗ, buộc vua Tề phải rút quân về.
Năm 632 TCN, sau khi Tấn Văn công đánh bại quân Sở nắm quyền bá chủ, nước Lỗ lại ngả theo nước Tấn. Lỗ Hi công nhiều lần sai Tương Trọng đi sứ, kết giao với nước Tấn và nước Tề.

## Mâu thuẫn với Trọng tôn Ngao
Bấy giờ thủ lĩnh họ Mạnh là Trọng tôn Ngao (con công tử Cơ Khánh Phủ). Trọng tôn Ngao lấy hai người con gái nước Cử là Đái Kỉ sinh Trọng tôn Cốc, và em gái của Đái Kỉ là Thanh Kỉ sinh Trọng tôn Nạn. Nhưng Đái Kỉ chết trước, nên Trọng tôn Ngao lại đến nước Cử dâng sính lễ hỏi cưới. Người nước Cử khuyên Trọng tôn Ngao lập Thanh Kỉ làm kế thất. Trọng tôn Ngao tuy nghe theo nhưng vẫn xin cưới một người con gái nước Cử cho Tương Trọng.
Năm 620 TCN, nước Từ đem quân đánh nước Cử, Trọng tôn Ngao nhân đem quân cứu Cử cũng cùng lúc thay Tương Trọng đón Cử nữ sang. Tuy nhiên Trọng tôn Ngao lại say mê sắc đẹp của Cử nữ, lén thông dâm với Cử nữ. Tương Trọng tức giận, xin Lỗ Văn công giúp binh đánh Trọng tôn Ngao, Lỗ Văn công ban đầu đồng ý nhưng sau đó Thúc Trọng Huệ bá can ngăn, nên thôi, bắt Trọng tôn Ngao trả Cử nữ về nước.
Năm 619 TCN, Chu Tương vương qua đời, Trọng tôn Ngao đi sứ nhà Chu để điếu tang, sau phải trốn sang nước Cử để gặp Cử nữ. Người nước Lỗ lập con là Trọng tôn Cốc thế tập.
Trọng tôn Ngao sau nhớ cố quốc, nhờ Trọng tôn Cốc giúp mình về nước. Tương Trọng nghe tin, bắt Trọng tôn Ngao không được tham gia chính sự nữa mới cho về. Trọng tôn Ngao đành phải chấp nhận. Tuy nhiên chỉ hai năm sau lại trốn sang nước Cử, cuối cùng chết ở nước Tề.

## Tôn lập Lỗ Tuyên công
Năm 609 TCN, Lỗ Văn công qua đời. Lúc sinh thời Lỗ Văn công có hai người vợ là Ai Khương sinh ra công tử Ác và công tử Thị cùng Kính Doanh, sinh ra công tử Nỗi. Lỗ Văn công lập Ai Khương làm phu nhân và công tử Ác làm thế tử.
Tương Trọng muốn phế công tử Ác lập Cơ Nỗi lên ngôi nhưng Thúc Trọng Huệ bá không đồng ý. Tương Trọng bèn nhân đi sứ nước Tề, nhờ Tề Huệ công giúp mình. Tề Huệ công vừa lên ngôi muốn kết thân với nước Lỗ nên đồng ý. Tháng 10 năm đó, Tương Trọng lừa giết công tử Ác, công tử Thị lập Cơ Nỗi lên làm vua, tức Lỗ Tuyên công, rồi giết Thúc Trọng Huệ bá. Ai Khương bỏ về nước Tề.
Năm 601 TCN, Tương Trọng qua đời. Ông làm đại phu trong 3 đời vua Lỗ. Sau khi Tương Trọng mất, Lỗ Tuyên công phong cho hai con của ông là công tôn Quy Phụ và công tôn Anh Tề làm đại phu, hình thành hai họ đại phu là Tử Gia và Trọng.